# گاوکرن
گاوکرن یا گائوکرن یا گائوکرنا، در افسانه‌های فارسی زبان و ایرانی، اسطوره ای از گیاه هوم بود که با نام گئوکرن توانا نیز خوانده می‌شد. این اسطوره [که با عنوان درخت شگفت‌انگیز گئوکرن نیز خوانده شده]، هرگاه که خورده شود، دارای خواص شفابخش خواهد بود و همچنین از طریق احیاء بدنهای مُرده، جاودانگی را اعطا خواهد نمود. همچنین عصاره یا افشره‌ای که از میوه این درخت حاصل می‌شود، حاوی اکسیر جاودانگی خواهد بود. به لحاظ لغوی نام گئوکرن، به معنای «شاخ گاو» می‌باشد.
اهریمن یا شیطان، به‌طور طبیعی در تلاش است تا این درخت طول عمر را نابود سازد و با یورش بدان، شکل مارمولک یا قورباغه به آن بدهد، اما آن درخت توسط ده ماهی کارا و همچنین توسط یک الاغ که دارای نُه دهان و شش چشم است [همان خر سه پا]، محافظت می‌شود.
در قیامت، کسانی که از آب حیات بخش این گیاه می‌نوشند، بهروزی و رفاه کامل، و از جمله نامیرایی را دریافت می‌کنند.

## ارتباط با سیمرغ
در منابع مربوط به اساطیر ایران، آشیان سیمرغ در البرزکوه اسطوره‌ای قرار دارد امّا در آثار زرتشتی، گفته شده که آشیان و قرارگاه سیمرغ بر فراز درخت شگفت‌انگیز گاوکرن یا درختی در میانهٔ دریای فراخکرد، واقع است. این درخت دربردارندهٔ تخمه همه رستنی‌ها است. هرگاه سیمرغ از این درخت برمی‌خیزد، هزار شاخه از درخت می‌روید و هرگاه که بر درخت می‌نشیند، هزار شاخهٔ درخت می‌شکند و با پراکنده شدن تخمه‌ها، گیاهان مختلف از این تخمک‌ها هستی می‌یابند.